# كيب فيرجين
رأس العذارى ( (بالإسبانية: Cabo Vírgenes) ) هو رأس يقع في أقصى جنوب شرق الأرجنتين .
هو الطرف الجنوبي الشرقي للأرجنتين القارية ، لكن الطرف الجنوبي ، إلى الجنوب الغربي قليلاً ، هو بونتا دونجنس . وصل إليها فرناندو ماجلان في 21 أكتوبر 1520 واكتشف مضيقًا يسمى الآن مضيق ماجلان . كما كان 21 أكتوبر حسب تقويم القديسين العيد من سانت أورسولا وأحد عشر ألف العذارى، سماها الرأس في شرفهم.

يقع راس في محافظة سانتا كروز ، باتاغونيا ، الأرجنتين. و توجد هناك منارة ظلت تعمل منذ عام 1904. وفي عام 1884، كانت حملة الاندفاع الدهبي لارض النار . وفي الآونة الأخيرة ، تم تأكيد الارتفاع في عدد حوت صائب جنوبي اللدي تزور المنطقة

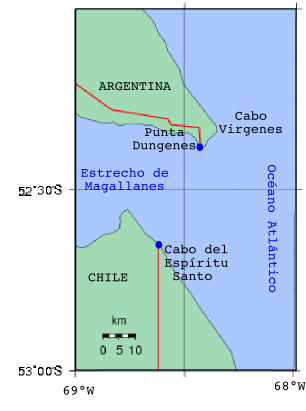
Dúngeness نقطة عند مصب مضيق ماجلان